# Bordești (gmina)
Bordești – gmina w Rumunii, w okręgu Vrancea. Obejmuje miejscowości Bordești i Bordeștii de Jos. W 2011 roku liczyła 1683 mieszkańców.